# Lázeňský dům Beethoven (Teplice)
Lázeňský dům Beethoven je komplex lázeňských budov v Teplicích.

## Historie
Jedná se o soubor budov, které vznikaly v různých obdobích. První historickou budovou lázní je empírová budova Pravřídlo, která byla zbudována v letech 1838–39 na základech starší kamenné budovy z roku 1540. Nejnovější součástí komplexu je pak brutalistní Nový lázeňský dům z let 1977–82. Archeologický průzkum prokázal, že základy komplexu představují nejstarší dochovanou lázeňskou stavbu ve střední Evropě vůbec.
V 70. letech 20. století prošel celý komplex rozsáhlou rekonstrukcí, další rekonstrukce pak proběhla ve 20. letech 21. století.
Celý soubor budou je chráněn jako kulturní památka.

## Popis
Celek se skládá z dvanácti objektů, mezi nimiž jsou jak historické lázeňské budovy, tak původní měšťanské domy, často s domovními znameními, a tak také novostavby. Jednotlivé objekty jsou:
- Pravřídlo
- Dámské lázně
- Knížecí lázně
- Panský dům
- Zahradní dům
- Nový lázeňský dům
- Zlatá studna
- Zlatá harfa
- Zlatý pelikán
- Zlatý kříž
- Zlaté slunce
- a kotelna, která vznikla společně s Novým lázeňským domem.

Vzhledem k tomu, že komplex tvoří objekty různého stáří, lze zde nají také různé architektonické slohy. Zejména je zastoupen klasicismus, ale také renesance, baroko a brutalismus.